# Sida prolifica
Sida prolifica är en malvaväxtart som beskrevs av P.A. Fryxell och S.D. Koch. Sida prolifica ingår i släktet sammetsmalvor, och familjen malvaväxter. Inga underarter finns listade i Catalogue of Life.